# Georgetown (Kentucky)
Georgetown is een plaats (city) in de Amerikaanse staat Kentucky, en valt bestuurlijk gezien onder Scott County.

## Demografie
Bij de volkstelling in 2000 werd het aantal inwoners vastgesteld op 18.080.
In 2006 is het aantal inwoners door het United States Census Bureau geschat op 20.685, een stijging van 2605 (14,4%).

## Geografie
Volgens het United States Census Bureau beslaat de plaats een oppervlakte van
35,5 km², geheel bestaande uit land. Georgetown ligt op ongeveer 272 m boven zeeniveau.

## Plaatsen in de nabije omgeving
De onderstaande figuur toont nabijgelegen plaatsen in een straal van 24 km rond Georgetown.